# Bataille de Châlons
La bataille de Châlons (Châlons-en-Champagne) eut lieu en 274, sans doute vers mai-juin, entre les forces romaines de l'empereur Aurélien et celles de l'empereur gaulois Tetricus.
Elle mit fin à cette sécession qui avait duré quinze ans (depuis 260) et qui avait divisé la partie ouest de l'Empire, en partie parce que celui-ci avait désormais recouvré toutes ses forces, et que cette division n'avait plus de raison d'être. Ceci, et le fait que les sources ont déclaré que Tetricus, lassé de son propre règne qui le mettait dans une position difficile, était passé du côté d'Aurélien avant la bataille, ont fait penser que celle-ci n'avait pas eu lieu. Mais les sources ne sont pas tout à fait claires et concordantes à ce propos.

## Les conséquences pour laGermanie inférieureet laGaule belgique
La bataille de Châlons eut des résultats désastreux pour les provinces de Germanie inférieure et de Gaule belgique. C’est de ces provinces que venaient la plupart des troupes qui avaient combattu pour Tetricus. Après la bataille, ces troupes ne retournèrent pas vers le Nord, soit parce que les soldats étaient morts, soit parce qu’on les avait déployés ailleurs.
La disparition de la plupart des troupes qui devaient garder la frontière du Rhin laissait ainsi les mains libres aux Francs et à d'autres tribus germaniques. L'actuel sud-ouest et le sud des Pays-Bas ainsi que la Flandre occidentale actuelle se retrouvèrent pratiquement dépeuplés peu après cette bataille. D'anciennes tribus connues depuis environ 300 ans, comme les Cananefates, les Bataves et les Frisii, furent à partir de ce moment chassées de leurs terres et disparurent peu à peu de l'histoire. La Gaule belgique fut saccagée à grande échelle. Presque toutes les grandes villes de cette province furent réduites en cendres.

## Sources
L'événement est connu par plusieurs sources :
- Le Panégyrique Latin de 311-312, adressé à Constantin, évoque un désastre des champs Catalauniques et des pertes romaines (clade Catalaunica detrimento), qui aurait pu être évité si Claude le Gothique avait pu répondre à l'appel des Éduens en 270. Il s'agit très certainement de cette bataille. L'auteur, un Gaulois peut-être issu de l'école d'Autun, avait sans doute une bonne connaissance des événements[3] ;

- Eutrope, le seul qui situe la bataille (apud Catalaunos, près de la cité des Catalauni ou sur leur territoire), dit qu'Aurélien l'emporta (superavit) sur Tetricus[4] ;

- Aurelius Victor dit que Tetricus abandonna ses troupes et qu'Aurélien les tailla en pièces[5] ;

- l’Histoire Auguste, qui utilise les deux précédents, déclare mystérieusement qu'Aurélien prit en main les légions qui s'étaient rendues[6].

Sans source complémentaire, notamment archéologique, il est difficile de connaître le fin mot, mais il semble que selon toute vraisemblance Aurélien ait profité de la désorganisation provoquée par la fuite de Tetricus pour lancer ses troupes à l'assaut et écraser une partie de l'armée rebelle, qui refusait peut-être de se rendre ; pertes plus tard jugées inutiles et mises sur le compte de la cruauté, souvent attestée par ailleurs, d’Aurélien.